# Bowin-Gletscher
Der Bowin-Gletscher ist 8 km langer Gletscher in der antarktischen Ross Dependency. Im Transantarktischen Gebirge fließt er in nordöstlicher Richtung zwischen den Gebirgskämmen Sullivan Ridge und Fulgham Ridge zum Ramsey-Gletscher.
Das Advisory Committee on Antarctic Names benannte den Gletscher 1965 nach Versorgungsoffizier Charles F. Bowin von der United States Navy, der an den Deep Freeze Operationen der Jahre 1965 und 1966 teilnahm.